# Іван Ле
Іван Ле (справжнє ім'я Іван Леонтійович Мойся; 9 (21) березня 1895, с. Мойсинці, Золотоніський повіт, Полтавська губернія, Російська імперія — 9 жовтня 1978, Київ, Українська РСР, СРСР) — український радянський письменник. Редактор журналу «Забой».

## Життєпис
Народився 9 (21 березня) 1895 року в селі Мойсинцях Золотоніського повіту Полтавської губернії в родині безземельного селянина. Батько працював переважно грабарством. Матеріальні нестатки змушують восьмирічного хлопця піти на заробітки, — він пасе громадську худобу, згодом працює коногоном на руднику на Криворіжжі, грабарем, палітурником, покрівельником, теслярем, техніком на будівництві залізниці.
Вже з раннього дитинства виявилася його любов до літератури, бажання писати самому. Перші його дописи-фейлетони з'являються 1913 року в черкаській газеті «Пріднєпров'є».
У 1915 році мобілізований до царської армії. Перебування на фронті Першої світової війни, спілкування, а потім і дружба з більшовиками вплинули на політичні погляди майбутнього письменника. Його обирають головою солдатського комітету.
Після демобілізації влітку 1918 року повернувся в Україну, брав участь у боротьбі проти Гетьманату на боці Директорії УНР, а також проти денікінців. Його обирають до складу ревкому, а потім до повітового виконкому в Золотоноші.
У 1922 році його посилають на робітфак Київського політехнічного інституту, з наступного року він вчиться на факультеті інженерів будівництва шляхів. Згодом редагує газету «Київський політехнік», працює в редакції журналу «Комунар».
У кінці 1920-х років, з 1928 року по 1930 рік жив і працював у Донбасі, редагував журнал «Забой» (зараз «Донбас»). В цей період його творчості переважала робітнича тема (здебільшого донецька) вона розкрита в творах «Ритми шахтьорки» 1928.
Займає активну позицію в ідеологічній боротьбі проти «ворожих» концепцій в мистецтві, у ствердженні основоположних принципів радянської літератури. Належав до літературних організацій «Жовтень», «Всеукраїнська спілка пролетарських письменників». Стає першим редактором «Літературної газети» (1927).

Могила Івана Ле

Про роботу Івана Ле «під прапором Петлюри» добре пам'ятали у його волості, тому до комуністичної партії його прийняли тільки після виїзду з малої батьківщини у 1925 році.
Помер у Києві 9 жовтня 1978 року. Похований на Байковому кладовищі (ділянка № 1; центральна алея).

## Творчість
Іван Ле це типовий представник стилю соцреалізм. У центрі уваги Івана Ле — простий люд. Серед них — Пилип Баранець («Новоявлена», 1925), Василь Машиністий («Трахтарь», 1926), Остап Залізний («Камінний Мірошник», 1928). Його спроби не ідеологізувати свої твори наштовхувались на вимоги редакцій вимальовувати образи його головних героїв, щоб було доведено партійність їх поведінки.
Загалом видав понад 50 книг своїх творів, переважно українською мовою.
На думку Володимира Голобородька, композиційно романи Івана Ле слабкі, та не мають історичної цінності через неточності у подачі фактичного матеріалу й упередженість автора: «під маркою пролетарського інтернаціоналізму проповідував російський шовінізм. В історичних романах Іван Ле висловлював ненависть до всього польського й національного, прославляв велику дружбу українців і росіян».
Анатолій Янченко, який редагував рукопис Івана Ле у 1970-х роках, відзначав його надзвичайну неграмотність: «Це було щось страшне. Але ж спустили зверху, у плані стоїть. Не зробиш — з роботи звільнять. Мучився з тим рукописом день і ніч». Відчув це і я. До 50-річчя утворення СРСР нам, працівникам «Літературної України», давали редагувати твори класиків. Мені дісталася новела Івана Ле. Я пішов до головного редактора Івана Зуба і демонстративно кинув йому рукопис на стіл. «Я кажу вам як комуніст комуністові: хіба можна ганьбити українську літературу такою неграмотністю? Не відбирайте у мене час».

### Твори

Меморіальна дошка Іванові Ле у Києві (вул. Велика Васильківська, 6)

Романи:
- Роман міжгір'я;
- Ле І. Роман міжгір'я. Кн. 2 / Іван Ле. — Вид. 3-тє. — Київ ; Харків: Держ. літ. вид-во, 1935. — 342 с.;
- Наливайко;
- Хмельницький;
- Історія радості;
- Південний захід (1948—1950, спільно з Олександром Левадою[2]);
- Бронзова доба (1965—1972) [джерело?];
- Ле І. Новели / Ів. Ле. — Київ: Молодий більшовик, 1936. — 395, 3 с. — (Сучасна українська література).;
- Ле І. Україна. Т. 1 : Наливайко: іст. роман з часів боротьби українського народу проти польської шляхти в кінці XVI ст. / Іван Ле. — Київ: Держ. літ. вид-во, 1940. — 420 с.;
- Ле І. Танець живота: оповідання / Іван Ле. — Київ: Держ. вид-во України, 1928. — 159, 1 с.;
- Ле І. Історія радості: роман / Іван Ле. — Київ: Держ. вид-во худож. літ., 1947. — 319 с.;

Повісті:
- Юхим Кудря;
- Інтеграл;
- Кленовий лист;
- Право молодості (1951—1952);
- Ле І. Твердий характер / Іван Ле. — Київ: Держ. літ. вид-во, 1941. — 138 с.;
- Ле І. Камінний мірошник: повість / Іван Ле. — Харків ; Київ: Держ. вид-во України, 1930. — 74 с.;
- Ле І. Тринадцять епізодів: повість / Іван Ле. — 4-те переробл. вид. повісті «Юхим Кудря». — Харків ; Київ: Літ. і мистецтво, 1934. — 255, 1 с. : іл. — (Ювілейна бібліотека Червоної армії);
- Ле І. Поза килимами: збірка / Іван Ле. — Харків ; Київ: Літ. і мистецтво, 1931. — 197, 2 с.;
- Ле І. Мої листи, (1941—1944) / Іван Ле. — Київ ; Харків: Укр. держ. вид-во, 1945. — 228 с.;
- Ле І. Збірка творів. Т. 1, 2, Кн. 1, 2 : Міжгір'я: роман / Іван Ле. — Київ: Держ. вид-во худож. літ., 1947. — 564 с.;
- Ле І. Семен Голубар: повість-біографія знатного шахтаря Криворіжжя / Іван Ле. — Київ: Держ. вид-во техн. літ. України, 1950. — 88 с.;
- Ле І. Розділ другий / Іван Ле. — Харків ; Київ: Літ. і мистецтво, 1931. — 34, 1 с. — (Масова художня бібліотечка);
- Ле І. Ритми шахтерки: оповідання / І. Ле. — Київ: б. в., 19–?. — 47 с. — (Бібліотека газети «Пролетарська правда»);
- Ле І. Оповідання та нариси, 1920—1944 / Іван Ле. — Київ: Держ. вид-во худож. літ., 1950. — 400 с.;
- Ле І. Кільце порятунку / Іван Ле. — Харків: Літ. і мистецтво, 1934. — 80 с.;
- Ле І. Її кар'єра / Іван Ле. — Київ: Держ. вид-во худож. літ., 1947. — 23 с. — (Бібліотека художньої літератури);
- Ле І. Два дні на Новокраматорці / Іван Ле. — Київ: Держ. літ. вид-во, 1937. — 46 с.;
- Ле І. Висота 206 / Іван Ле. — Б. м.: Спілка рад. письменників України, 1944. — 63 с.;
- Ле І. Вибрані твори / Іван Ле. — Київ: Держ. літ. вид-во, 1938. — 314 с.

### Екранізації
За його твором «Роман міжгір'я» режисер Ф. Лопатинський (за сценарієм Ф. Лопатинського і П. Коломойцева) створив у 1933 р. однойменний фільм.
За мотивами того ж твору, Кіностудія імені Олександра Довженка у 1975 році знімає фільм «Це було у Міжгір'ї» (режисер Мунід Закіров).

## Причетність до репресій
Під час сталінських репресій Іван Ле брав активну участь у боротьбі проти мистецьких течій, що не вписувалися у рамки соцреалізму, та з «українським буржуазним націоналізмом». 1934-го свідчив проти письменника Миколи Вороного, розстріляного через три роки. 1947-го звинувачував у націоналізмі й антирадянщині єврейського письменника Ісака Кіпніса, якому, у підсумку, присудили 10 років таборів.
2 березня 1972 взяв участь у засіданні президії правління Спілки письменників України, під час якого зі Спілки було виключено дисидента Івана Дзюбу за книгу «Інтернаціоналізм чи русифікація?». У своєму виступі він підтримав виключення та розкритикував Дзюбу і його книгу: 
| Тепер І. Дзюба постає вже не як літератор, що помилився, а як антирадянський діяч. Кажуть, що він цитує у своїй праці класиків марксизму-ленінізму. Можна процитувати всіх і no-всякому. Нам ці прийоми цитування відомі. Ми, письменницька організація України, мусимо з усією рішучістю сказати, що дії І. Дзюби несумісні з радянською ідеологією, і несумісні з нашою радянською дійсністю. Давайте приступимо до ліквідації цього.[3] |

## Нагороди та вшанування
- 1967 — Шевченківська премія

На його честь існувало або існують декілька урбанонімів, наприклад, вулиця у місті Черкаси до 22 грудня 2022, коли була перейменована на честь Ольги Чемерис. Також існувала вулиця у місті Дубно, що за доби Незалежності була перейменована на честь Миколи Вінграновського.